# Regierung Josef Tošovský
Die Regierung Josef Tošovský amtierte als eine überparteiliche Übergangsregierung vom 2. Januar bis zum 17. Juli 1998, bis nach der vorgezogenen Parlamentswahl in Tschechien 1998. Sie entstand nach dem Auseinanderbrechen der Regierung Václav Klaus II. Regierungschef war der parteilose Gouverneur der Tschechischen Nationalbank Josef Tošovský.
Der amtierende Premierminister Václav Klaus trat im November 1997 zurück, nachdem infolge einer Parteispendenaffäre eine Gruppe von Mitgliedern seiner ODS um die Minister bzw. stellvertretenden Parteivorsitzenden Ivan Pilip und Jan Ruml versuchten, ihn als Parteivorsitzenden zu stürzen. Daraufhin verließen die bisherigen Koalitionspartner ODA und KDU-ČSL ihrerseits die Regierung, die damit die Mehrheit im Parlament endgültig einbüßte, weswegen Klaus als Premier zurücktrat. Da sich auch im Parlament keine alternativen politischen Mehrheiten für eine neue Regierung abzeichneten, beauftragte Staatspräsident Václav Havel den parteilosen Gouverneur der Tschechischen Nationalbank Josef Tošovský mit der Bildung einer Regierung, die ein beschränktes Mandat bis zu den vorzeitig angesetzten Parlamentswahlen haben sollte. Tošovský bildete ein Kabinett, dem neben vielen parteilosen Experten auch Mitglieder der bisherigen Regierungsparteien KDU-ČSL und ODA sowie Mitglieder der ODS in der Plattform um Ruml und Pilip, die sich später zur Partei Unie svobody (Freiheitsunion) formierte, angehörten. Am 28. Januar 1998 erhielt diese Regierung das Vertrauen des Parlamentes mit 123 von 197 abgegebenen Stimmen. Für die Regierung votierten neben den Abgeordneten der in der Regierung vertretenen Parteien bzw. der Plattform der Abgeordneten der ODS um Ruml und Pilip auch die Parlamentarier der sozialdemokratischen ČSSD. Die Abgeordneten der ODS um den Parteivorsitzenden Václav Klaus, die kommunistischen Abgeordneten der KSCM und die nationalistischen Abgeordneten der Sdružení pro republiku – Republikánská strana Československa (SPR-RSČ) stimmten gegen das Kabinett. Das Kabinett amtierte bis zur Angelobung der Regierung des Sozialdemokraten Miloš Zeman.

## Zusammensetzung
| Portfej                                                             | Minister          | Partei | Partei    | Amtsantritt      | Amtsende         |
| ------------------------------------------------------------------- | ----------------- | ------ | --------- | ---------------- | ---------------- |
| Ministerpräsident                                                   | Josef Tošovský    |        | parteilos | 2. Januar 1998   | 17. Juli 1998    |
| Stellvertretender Ministerpräsident und Landwirtschaftsminister     | Josef Lux         |        | KDU-ČSL   | 2. Januar 1998   | 17. Juli 1998    |
| Stellvertretender Ministerpräsident und Außenminister               | Jaroslav Šedivý   |        | parteilos | 2. Januar 1998   | 17. Juli 1998    |
| Umweltminister                                                      | Jiří Skalický     |        | ODA       | 2. Januar 1998   | 20. Februar 1998 |
| Umweltminister                                                      | Martin Bursík     |        | parteilos | 27. Februar 1998 | 17. Juli 1998    |
| Minister für ländliche Entwicklung                                  | Jan Černý         |        | ODS       | 2. Januar 1998   | 17. Juli 1998    |
| Minister für Industrie und Handel                                   | Karel Kühnl       |        | ODA       | 2. Januar 1998   | 17. Juli 1998    |
| Minister für Verteidigung                                           | Michal Lobkowicz  |        | ODS       | 2. Januar 1998   | 17. Juli 1998    |
| Minister ohne Geschäftsbereich und Regierungssprecher               | Vladimír Mlynář   |        | parteilos | 2. Januar 1998   | 17. Juli 1998    |
| Verkehrsminister                                                    | Petr Moos         |        | parteilos | 2. Januar 1998   | 17. Juli 1998    |
| Justizministerin                                                    | Vlasta Parkanová  |        | ODA       | 2. Januar 1998   | 17. Juli 1998    |
| Finanzminister                                                      | Ivan Pilip        |        | ODS       | 2. Januar 1998   | 17. Juli 1998    |
| Gesundheitsministerin                                               | Zuzana Roithová   |        | parteilos | 2. Januar 1998   | 17. Juli 1998    |
| Minister für Bildung, Jugend und Sport                              | Jan Sokol         |        | parteilos | 2. Januar 1998   | 17. Juli 1998    |
| Kulturminister                                                      | Martin Stropnický |        | parteilos | 2. Januar 1998   | 17. Juli 1998    |
| Innenminister                                                       | Cyril Svoboda     |        | KDU-ČSL   | 2. Januar 1998   | 17. Juli 1998    |
| Minister für Arbeit und Soziales                                    | Stanislav Volák   |        | ODS       | 2. Januar 1998   | 17. Juli 1998    |
| Minister ohne Geschäftsbereich und Vorsitzender des Legislativrates | Miloslav Výborný  |        | KDU-ČSL   | 2. Januar 1998   | 15. Juli 1998    |